# Vol Aeroflot 721
Le vol Aeroflot 721 était un vol intérieur régulier transportant des passagers entre Moscou et Ioujno-Sakhalinsk en Russie soviétique. Le mercredi 2 septembre 1964, l'avion, un Iliouchine Il-18, s’écrasa sur le flanc d'une colline à l'approche de Ioujno-Sakhalinsk, tuant 87 des 93 personnes à bord. À l'époque, ce fut l’accident le plus meurtrier d’un Il-18 et l’accident aérien le plus meurtrier sur le sol russe.

## Appareil
L'avion impliqué était un avion de ligne quadri-turbopropulseur Iliouchine Il-18V immatriculé CCCP-75531. Au moment de l'accident, il n’était en service que depuis environ un an et n’avait effectué que 1 269 heures de vol.

## Accident
L'itinéraire du vol 721 l’a conduit en direction de l'est à travers la Russie de Moscou à destination de Ioujno-Sakhalinsk, avec des escales à Khabarovsk et Krasnoïarsk. Comme il approchait de Ioujno-Sakhalinsk, l'équipage, plutôt que d’accomplir une approche standard, demanda la permission pour une approche directe, qui fut accordée. Alors que l'avion descendait, il s’écrasa sur une colline boisée, à une altitude d'environ 2 000 pieds, tuant les neuf membres d'équipage et 78 des 84 passagers.
Le rapport officiel désigna une erreur de pilotage et une mauvaise planification en vol comme causes de l'accident; l'équipage ayant amorcé prématurément une descente et n'avait, apparemment, pas une connaissance suffisante des conditions d'approche. Ces facteurs combinés ayant conduits à l'accident.